# Ribbaza
Ribbaza (en rus: Рыббаза) és un poble del krai de Khabàrovsk, a Rússia, que el 2012 tenia 50 habitants.